# Allium multiflorum
Allium multiflorum — вид трав'янистих рослин родини амарилісові (Amaryllidaceae), поширений у Марокко й Алжирі.

## Опис
Цибулина від яйцюватої до кулястої, діаметром 2–3.5 см; зовнішні оболонки мембранні, сіруваті; цибулинки певно відсутні. Стебло 60–105 см заввишки, товсте. Листків 4–10, коротші за суцвіття, лінійні, кілюваті, 4–11 мм завширшки. Зонтик кулястий, діаметром 4–7 см, щільний. Оцвітина вузько дзвінчаста. Листочки оцвітини довжиною (5)5.5–6 мм, білуваті, рожеві або пурпурувато-рожеві, завжди з широкою темно-пурпуровою серединною жилкою, вузько ланцетні або майже лінійні, гострі, удвічі більші за коробочки. Пиляки темно-жовті. Коробочка субкуляста, завдовжки до 3.5 мм. Насіння чорне, до 2.5(3) мм завдовжки.
Час цвітіння: травень — червень.

## Поширення
Поширений у Марокко й Алжирі. 
Населяє низові райони вздовж морського берега.

## Використання
Вид традиційно збирається для їжі місцевими людьми.